# Liste der honduranischen Botschafter in Japan
Die Liste der honduranischen Botschafter in Japan nennt die Botschafter aus Honduras, die ihren Hauptsitz im Kowa Nishi-Azabu Building in Tokio auf Zimmer 802 haben. Die Botschafter in Tokio sind regelmäßig auch in Taipeh und Manila akkreditiert.
In Japan hatten im Jahr 2011 80 residierende Personen die honduranische Staatsbürgerschaft.
1935 nahmen die Regierungen Zentralamerikas diplomatische Beziehungen mit der Regierung in Tokio auf.
| Ernannt / Akkreditiert | Name                           | Bemerkung | ernannt von                   | akkreditiert während der Regierung von | Posten verlassen |
| ---------------------- | ------------------------------ | --- | ----------------------------- | -------------------------------------- | ---------------- |
| 1963                   | Arturo Torres Wills            | 14. Mai 1966 in Taipeh akkreditiert | Oswaldo López Arellano        | Ikeda Hayato                           | 1971             |
| 11. Nov. 1973          | César Mossi Sorto              | [ 4 ] | Oswaldo López Arellano        | Tanaka Kakuei                          | 1975             |
| 1982                   | Jorge Elías Flefil Larach      | [ 5 ] | Roberto Suazo Córdova         | Nakasone Yasuhiro                      | 1985             |
| 27. Mai 1985           | Lina Elena Sunseri             | [ 6 ] | Roberto Suazo Córdova         | Nakasone Yasuhiro                      |                  |
| 22. Aug. 1986          | Francisco Zepeda Andino        | | José Simon Azcona Hoyo        | Nakasone Yasuhiro                      | 18. Jan. 1988    |
| 19. Aug. 1987          | Agripino Flores Aguilar        | 1976: Botschafter in Caracas, 28. April 1981 – 1983: Botschafter in Bonn                                                                         | José Simon Azcona Hoyo        | Takeshita Noboru                       |                  |
| 1988                   | Aníbal Enrique Quiñónez Abarca | (* 7. Januar in Tegucigalpa) 23. Juli bis 11. September 2003: Außenminister, 2008: Secretario General del Sistema de Integración Centroamericana | José Simon Azcona Hoyo        | Takeshita Noboru                       | 1992             |
| 1998                   | Oscar Antonio Martínez Soler   | (* 1965; † 9. August 2008) | Carlos Roberto Flores Facussé | Obuchi Keizō                           | 2002             |
| 1999                   | Edgardo Sevilla Idiáquez       | | Carlos Roberto Flores Facussé | Mori Yoshirō                           | 30. Apr. 2002    |
| Apr. 1999              | Enma Yolanda Batres Laitano    | Geschäftsträgerin | Carlos Roberto Flores Facussé | Mori Yoshirō                           | 30. Apr. 2002    |
| Okt. 2002              | Carlos Manuel Zerón Pepitoni   | | Ricardo Maduro                | Koizumi Jun’ichirō                     | Dez. 2004        |
| 29. Nov. 2004          | Nadina Joyce Lefebvre Labró    | embajadora de Honduras en Egipto | Ricardo Maduro                | Koizumi Jun’ichirō                     | 28. Mai 2009     |
| 2011                   | Marlene Villela de Talbott     | 1993-1997: Ambassador and Permanent Representative of Honduras to the OAS, 2003-2008: Taipeh, 10. Juni 2013: Manila                              | Porfirio Lobo Sosa            | Noda Yoshihiko                         |                  |
| 28. Aug. 2012          | Mario Alberto Fortin Midence   | (* 9. Januar 1954 in Tegucigalpa) 14. September 1993: Botschafter in Berlin                                                                      | Porfirio Lobo Sosa            | Noda Yoshihiko                         |                  |